# 吉塘蒿
吉塘蒿（学名：Artemisia gyitangensis）为菊科蒿属的植物，为中国的特有植物。分布于中国大陆的西藏、四川等地，生长于海拔3,100米至3,800米的地区，多生在干旱、稀疏怕灌丛中、山坡和林下等，目前尚未由人工引种栽培。